# 罗廪
罗廪（1573年—1620年），字高君，浙江慈谿县（在今宁波市）人，明朝书法家、学者。

## 生平
擅长作诗，工于书法。行书、草书得法于二王和怀素。“纵横变化，几入妙品”。
工于临摹，他的很多临摹作品都托名鲜于枢。临摹与姜应凤齐名，即使是书法专家也不能分辨真假。
慈溪產茶。罗廪对明朝制茶叶的技艺（今称“茶学”）有特殊贡献，万历二十一年（1593年）春，拜訪龙膺。著有茶学的重要著作《茶解》，另有《胜情集》一卷、《青原集》一卷、《浮樽集》一卷、《补陀游草》一卷等。

## 家族
父罗瑞，曾任南康（今江西）别驾。

## 外部連結
- 罗廪对明代茶叶科学技术的贡献
- 罗廪 简介
- 忆友网 >> 茶文化 >> 古今茶书 >> 《茶解》 罗廪